# Dipartimento di Sacatepéquez
Il dipartimento di Sacatepéquez è uno dei 22 dipartimenti del Guatemala, il capoluogo è la città di Antigua Guatemala.

## Comuni
Il dipartimento di Sacatepéquez conta 16 comuni:
- Antigua Guatemala
- Ciudad Vieja
- Jocotenango
- Magdalena Milpas Altas
- Pastores
- San Antonio Aguas Calientes
- San Bartolomé Milpas Altas
- San Juan Alotenango
- San Lucas Sacatepéquez
- San Miguel Dueñas
- Santiago Sacatepéquez
- Santa Catarina Barahona
- Santa Lucía Milpas Altas
- Santa María de Jesús
- Santo Domingo Xenacoj
- Sumpango